# Robert Fripp
Robert Fripp (Wimborne Minster, Dorset, 16. svibnja 1946.) britanski je skladatelj, producent i gitarist, najpoznatiji kao član progresivnog rock sastava King Crimson. Njegov rad u glazbi traje pet desetljeća i obuhvaća razne glazbene stilove. Oženjen je britanskom glumicom i pjevačicom Toyah Willcox. Frippa je časopis Rolling Stone rangirao na 42. mjesto popisa "100 najboljih gitarista svih vremena" (objavljeno u kolovozu 2003. godine).

## Životopis

### Rana karijera
Frippov najraniji profesionalni rad počinje 1967. godine, kada se odazvao na oglas skupine koja je bila u potrazi za pjevačem i orguljašem (bez obzira na to što nije bio ni jedno ni drugo), a osnovali su je basist Petar Giles i bubnjar Michael Giles. Sastav su nazvali 'Giles, Giles and Fripp' i Fripp je uspio s njima objaviti dva singla, kao i album The Cheerful Insanity of Giles, Giles and Fripp.

### King Crimson (rano doba)
Nakon raspada skupine Fripp je 1968. godine s bubnjarom Michaelom Gilesom napravio planove za formiranje sastava 'King Crimson', u kojem su još bili Greg Lake, Petre Sinfield i Ian McDonald. Njegov prvi album, In the Court of the Crimson King, objavljen je krajem 1969. godine i postigao je veliki uspjeh, a i danas je poznat kao jedan od najvažnijih utjecajnih albuma u povijesti progresivnog rocka. Zbog glazbenih razlika Gilesa i McDonalda, 'King Crimson' ubrzo se nakon objavljivanja albuma raspao, ali se ponovo formirao još nekoliko puta tijekom godina. U početku je Fripp želio raspustiti grupu, ali su ga Giles i McDonald nagovorili da ostane. Fripp je do danas ostao jedini nepromijenjeni član skupine. Kroz 'King Crimson' prošlo je mnogo postava dok nije prekinuo s radom prvi puta 1974. godine.

### Tehnika sviranja gitare
Fripp je počeo svirati gitaru u dobi od jedanaest godina. Prema njegovim riječima bio je potpuno bez sluha i nije imao smisla za ritam. Budući da ga je osnovama sviranja gitare podučavao Don Strike, u to je vrijeme razvio tehniku brzog sviranja, što će kasnije usavršiti na gitari 'Guitar Craft'.
Godine 1984. Fripp je počeo koristiti nove standarde ugađanja, koji će kasnije postati službeni stil ugađanja za gitare 'Guitar Craft'. Fripp je inače ljevak, ali gitaru svira desnom rukom.

## Diskografija
- 1968 The Cheerful Insanity of Giles, Giles and Fripp
- 1973 No Pussyfooting (with Brian Eno)
- 1975 Another Green World (with Brian Eno)
- 1975 Evening Star (with Brian Eno)
- 1979 Exposure
- 1981 God Save the Queen/Under Heavy Manners
- 1981 The League of Gentlemen (with the League of Gentlemen)
- 1981 Let the Power Fall: An Album of Frippertronics
- 1982 I Advance Masked (with Andy Summers)
- 1984 Bewitched (with Andy Summers)
- 1985 Network
- 1985 God Save The King (with the League of Gentlemen)
- 1986 The League of Crafty Guitarists Live!
- 1986 The Lady or the Tiger (with Toyah Willcox)
- 1990 Show of Hands (with The League of Crafty Guitarists)
- 1991 Kneeling at the Shrine (with Sunday All Over The World)
- 1993 The First Day (with David Sylvian)
- 1993 Darshan (with David Sylvian)
- 1994 The Bridge Between (with the California Guitar Trio)
- 1994 1999 Soundscapes: Live in Argentina
- 1994 Damage: Live (with David Sylvian)
- 1994 Redemption-Approaching Silence (with David Sylvian)
- 1994 FFWD (with The Orb)
- 1995 Intergalactic Boogie Express: Live in Europe...
- 1995 A Blessing of Tears: 1995 Soundscapes, Vol. 2 (live)
- 1995 Radiophonics: 1995 Soundscapes, Vol. 1 (live)
- 1996 That Which Passes: 1995 Soundscapes, Vol. 3' (live)
- 1996  Thrang Thrang Gozinbulx  (with the League of Gentlemen)
- 1997 November Suite: 1996 Soundscapes - Live at Green Park Station
- 1997 Pie Jesu
- 1998 The Gates of Paradise
- 1998 Lightness: for the Marble Palace (for Brian Eno)
- 1999 The Repercussions of Angelic Behavior (with Bill Rieflin and Trey Gunn)
- 2000 A Temple in the Clouds (with Jeffrey Fayman)
- 2004 The Equatorial Stars (with Brian Eno)
- 2005 Love Cannot Bear (Soundscapes - Live In The USA)
- 2006 The Cotswold Gnomes (with Brian Eno)
- 2007 At the End of Time (Churchscapes Live in England and Estonia)
- 2007 Beyond Even (1992 - 2006) (with Brian Eno)

## Vanjske poveznice
- Dnevnik Roberta Frippa  Arhivirana inačica izvorne stranice od 4. prosinca 2008. (Wayback Machine)